# ロボコップ プライム・ディレクティヴ
『ロボコップ プライム・ディレクティヴ』 (ROBOCOP PRIME DIRECTIVE) は、2001年にカナダで製作された2度目のテレビシリーズ。
2001年1月4日から同年1月25日まで、カナダのケーブルテレビ局スペースで『DARK JUSTICE』、『MELTDOWN』、『RESURRECTION』、『CRASH&BURN』と題された各回90分の4つのエピソードが放送された。同じ年の7月にアメリカでも放送された。

## 作品解説
物語は、劇場映画第1作『ロボコップ』の10年後という設定。しかし映画版シリーズの3作目で破産した巨大企業オムニ社が街を統治している等、劇場映画第2作と第3作、1994年のテレビシリーズとは舞台設定が異なっている。
また、劇場映画第1作でアレックス・マーフィーの相棒として登場し、第3作で殉職したアン・ルイス巡査は今シリーズでは登場しないが、脚本を担当したジョセフ・オブライエンは「彼女がどうなったかは視聴者の想像に委ねる」とコメントしている。
1994年に同じくカナダで製作されたテレビシリーズでロボコップを演じたリチャード・エデンは今作でも出演交渉されたが、見送られた。
本作では、ロボコップの敵としてロボケーブルが登場する。形状はロボコップと同じだが、ボディ色がメタリックブラックでゴーグルがハーフミラー。生前のジョン・ケーブルが二丁拳銃のプレイスタイルだったことを受け継ぎ、オート9を両足に装備している。
本作は1994年のテレビシリーズよりも暴力的な残虐シーンが増えた。また、銃撃による火花等の演出や旧来の火薬に加え、CGエフェクトでの処理が目立つようになった。劇中での過去のロボコップの活躍シーンには、1994年のテレビシリーズの同シーンが流用されている。

## ストーリー
オムニ社に統治された未来都市デルタシティー（かつてのデトロイト）では、治安維持ロボット・ロボコップが作られてから10年が経過していた。デルタシティーは、いまや「地球で最も安全な街」となっており、ロボコップであるアレックス・マーフィーは治安維持ロボットとしての自分の役割を見失いつつあった。また奇しくもマーフィーの息子ジェームズがオムニ社の役員に抜擢され、しかも死亡した事になっている自分の存在を彼に伝えることはできなかった。そんな折、ハイテク装備で武装したボーンマシンという殺人鬼が出現する。デルタシティーの警備組織の新司令官に、マーフィーが警官だった時代のパートナー、ジョン・ケーブルが着任し、マーフィーとジョンは協力してボーンマシンの捜査に当たるが、ボーンマシンに捕らわれたジョンはマーフィーの手により射殺される羽目に遭う。
しかし実は、ボーンマシンの黒幕こそ、ジョンの元妻で、オムニ社の支配をもくろむオムニ社幹部のサラ・ケーブルだった。サラは、死亡したジョンをロボコップに改造させる。

## 主要登場人物
ロボコップ（アレックス・マーフィー）
殉職した警官の身体をサイボーグ化して誕生した警官ロボット。作られてから10年が経過しており、OCPのアフターケアも滞り気味で、交換パーツも取り寄せに日数が掛かり、生産終了か旧型の物しか残ってない状況。そのため、身体のパーツのあちこちに傷や汚れがついたままになっている。本人もこの現状に「自分は下り坂」と弱音を言っている。
ジェームズ・マーフィー
ロボコップ、アレックス・マーフィーの息子。アレックスの死後、母親も他界したために施設で暮らしていたところをサラに能力を認められて支援を受け、OCPに入社。若くして重役クラスにまで出世するが、OCP流のやり方が染み込んでしまったため、利益と保身のためならどんな行動も取る男になっている。ロボコップの廃棄を任されて執拗に付け狙うが、それが彼と自分の関係を知るきっかけになっていく。
ジョン・T・ケーブル
デトロイド西第一分署に新しく着任した司令官。ロボコップの現上司になるが、生前のマーフィーとは前に勤めていた南署で過去にコンビを組んでいたことがある。当初はロボコップがマーフィーであることを知らなかったが、ある事件をきっかけにジョンの人生も狂っていくことになる。二丁拳銃を得意としている。OCPのサラは元妻。
ロボケーブル
サラの策略にはまり、命を落としたジョンがOCPによって最新の技術でサイボーグ化された「ロボコップ2号」。外見はロボコップと同型だが、色はメタリックブラック、ゴーグルはハーフミラー。複数の標的を同時に捉えることができるうえ、相手の動きを予測して撃つことも可能。生前のジョンのガンプレイスタイルを受け継ぎ、両方の腿部にオート9が装備されている。
サラ・ケーブル
OCPの重役幹部で防犯管理部部長。ジョンの元妻。野心家で、アレックスの息子のジェームスを利用してロボコップの抹殺計画を企てる。地下組織「トラスト」を作り、賛同するメンバーを集めて会社を乗っ取ろうと考えている。
ダミアン・ロウ
OCPの幹部。人工頭脳でデルタシティを自動で管理する「SAINT（セイント）」システムを利用し、街の全利権を掌握しようと企む。表面的には友好的な人物だが、実は敵対心の塊のような男。会話の中で名言があると、ボイスレコーダーに逐一録音する癖を持つ。
エドウィン・ホブリー
「SAINT」システムの開発者。ダミアンとは12年もの付き合いで、研究のために彼に会社も作ってもらったが、計画的にOCPに売却されてしまい、ダミアンの支配下になってしまった。それ以降、アングラな研究生活を強いられている。あと半年間は必要な予定のシステムの完成を10日間に短縮され、不備を指摘してダミアンに警鐘を鳴らすが聞き入れてもらえず、不満が募っている。
ケイディック
かつてはロボコップ計画にも参加していた天才科学者。表向きは死亡したとされていたが、人間と機械の双方に感染する最強のウイルス「リージョン」を開発し、世界を暗黒時代に逆戻りさせて壊滅に追い込もうとする計画を立てていた。
アン
ケイディックの元妻。仕事上でもパートナーだったが、ケイディックの陰謀を知り、それを阻止する女性レジスタンスチームを結成する。ステルス機能のあるコートや電磁ロッドなどのハイテクツールを操り、格闘技能も高い。ケイディックとの間で産み育てていた娘は、ストーリーの鍵になっていく。
ボーン・マシン
最近デルタシティに出現する謎の怪人。髑髏の半面を着けた重武装で現れ、破壊を繰り返している。正体はジョンやアレックスとも面識のあった元警官のビクスラーで、武装のファランクス・バイオ・ブースターはOCPの防犯管理部からサラの手で提供された物。
フロスト博士
現ロボコップのメンテナンス管理者。初老の物腰の柔らかい落ち着いた女性。ロボコップの素性を知っており、彼の良き理解者でもある。ロボコップのパーツ交換がままならない現状でも、古い部品を使ったりしてやり繰りしている。

## キャスト
※括弧内は日本語吹き替え
- ロボコップ（アレックス・マーフィー）：ペイジ・フレッチャー（谷昌樹）
- ジェームズ・マーフィー：アンソニー・レムケ（星野貴紀）
- ロボケーブル（ジョン・T・ケーブル）：モーリス・ディーン・ウェント（中田和宏）
- サラ・ケーブル：マリア・デル・マーレ
- ケイディック：ジェレイント・ウィン＝ディヴィース
- アン：レスリー・ホープ（岡田佐知恵）
- ダミアン・ロウ：ケビン・ジュビンウィル（大塚智則）
- エドウィン・ホブリー：デヴィッド・フレイザー（後藤敦）

## スタッフ
- 原作：エド・ニューマイヤー、マイケル・マイナー
- 監督・製作：ジュリアン・グラント
- 脚本：ブラッド・アブラハム、ジョセフ・オブライエン
- 製作総指揮：ジェイ・ファイヤーストーン、アダム・ハイト

## 映像メディア
ジェネオンからDVDが4巻リリース。DVD-BOXにはメイキングを収録したディスクが加わり、5巻セットでリリースされた。